# بی‌خردی

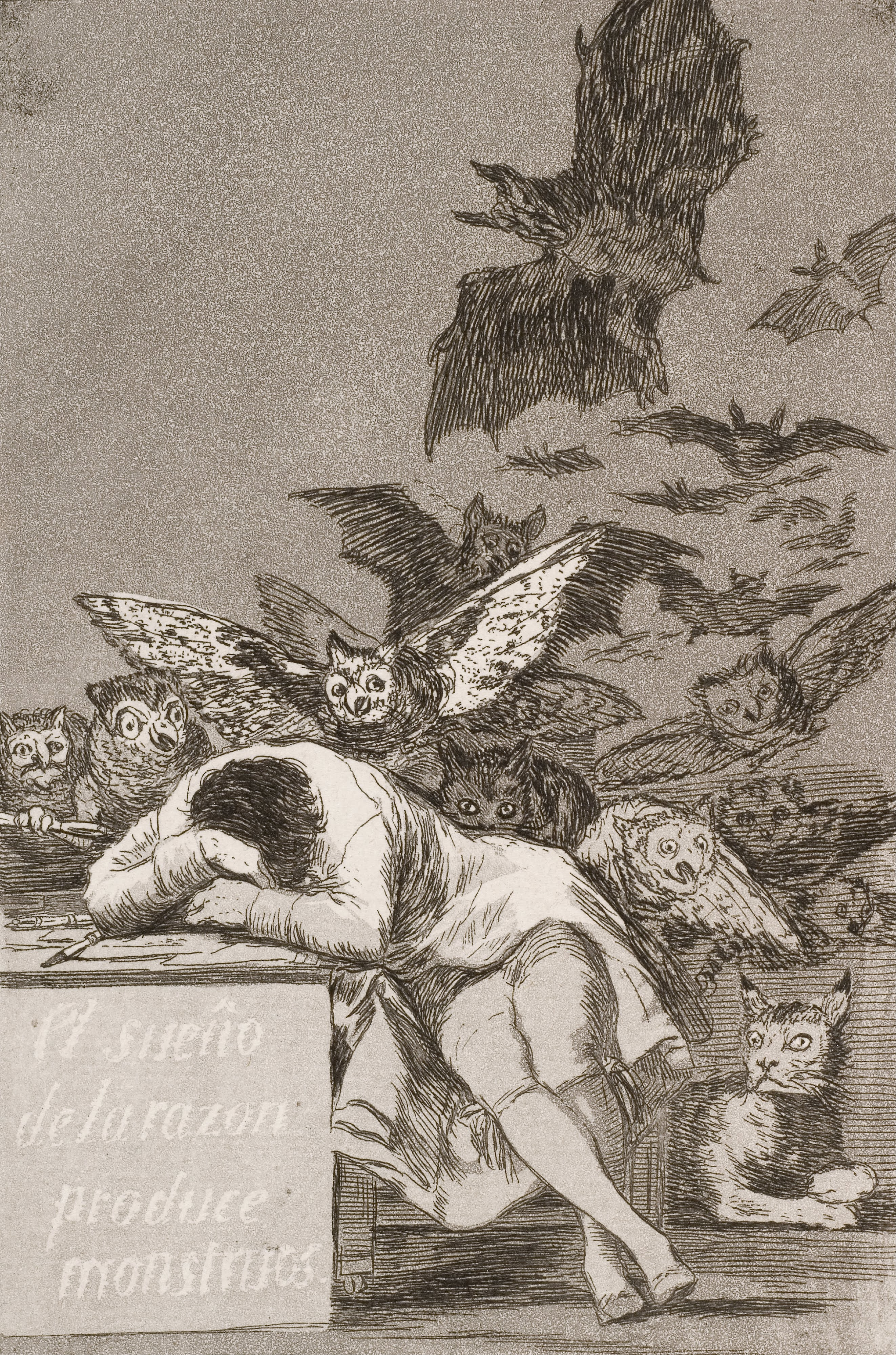
خواب عقل هیولا تولید می‌کند، اثر فرانسیسکو گویا

خردگریزی به معنای شناخت، اندیشیدن، سخن گفتن یا عمل کردن بدون دخالت عقلانیت است. به طور خاص‌تر، عمل یا نظری است که با خردورزی ناکافی، پریشانی عاطفی یا کمبود شناختی انجام گرفته باشد. این اصطلاح معمولاً بار منفی دارد که به توصیف اندیشه یا اعمالی می‌پردازد که نسبت به گزینه‌های عقلانی خود، کمتر قابل استفاده و بیشتر غیرمنطقی هستند.
رفتارهای غیرمنطقی شامل عصبانی شدن یا ناراحت‌ شدن درباره وضعیتی که هنوز رخ نداده، ابراز اغراق‌آمیز احساسات (مثل گریستن هیستریایی)، داشتن انتظارات غیرواقعی، عمل به صورت غیرمسئولانه، مثلاً مسموم کردن مشکل، به‌هم‌ریختگی، زیاده‌روی و قربانی ترفندهای اعتماد به‌ نفس شدن است. افرادی که مبتلا به بیماری‌های روانی مثل اسکیزوفرنی هستند، ممکن است پارانویای غیرمنطقی از خود بروز دهند.
برخی از بارزه‌های آنچه در استفاده مدرن خردگریزی تلقی می‌شود، به صورت تجربی روشن و قابل آزمون نیستند، زیرا روشن نیست که بر پایه چه استانداردی اعمال و رفتار را عقلانی یا غیرعقلانی قضاوت می‌کنیم.